# Madame Jealousy
Madame Jealousy er en amerikansk stumfilm fra 1918 af Robert G. Vignola.

## Medvirkende
- Pauline Frederick - Jealousy
- Thomas Meighan
- Frank Losee
- Charles Wellesley
- Isabel O'Madigan